# Sedum ramentaceum
Sedum ramentaceum är en fetbladsväxtart som beskrevs av Kun Tsun Fu. Sedum ramentaceum ingår i Fetknoppssläktet som ingår i familjen fetbladsväxter. Inga underarter finns listade i Catalogue of Life.